# 路氹西站
路氹西站（葡萄牙語：Estação Cotai Oeste）是澳門輕軌氹仔線的中途站，位於路氹填海區新城大馬路。本站為高架車站，2015年底平頂。受輕軌車廠工程嚴重延誤影響，此站延至2019年12月10日投入服務。鄰近多個路氹大型渡假村酒店。

## 車站結構

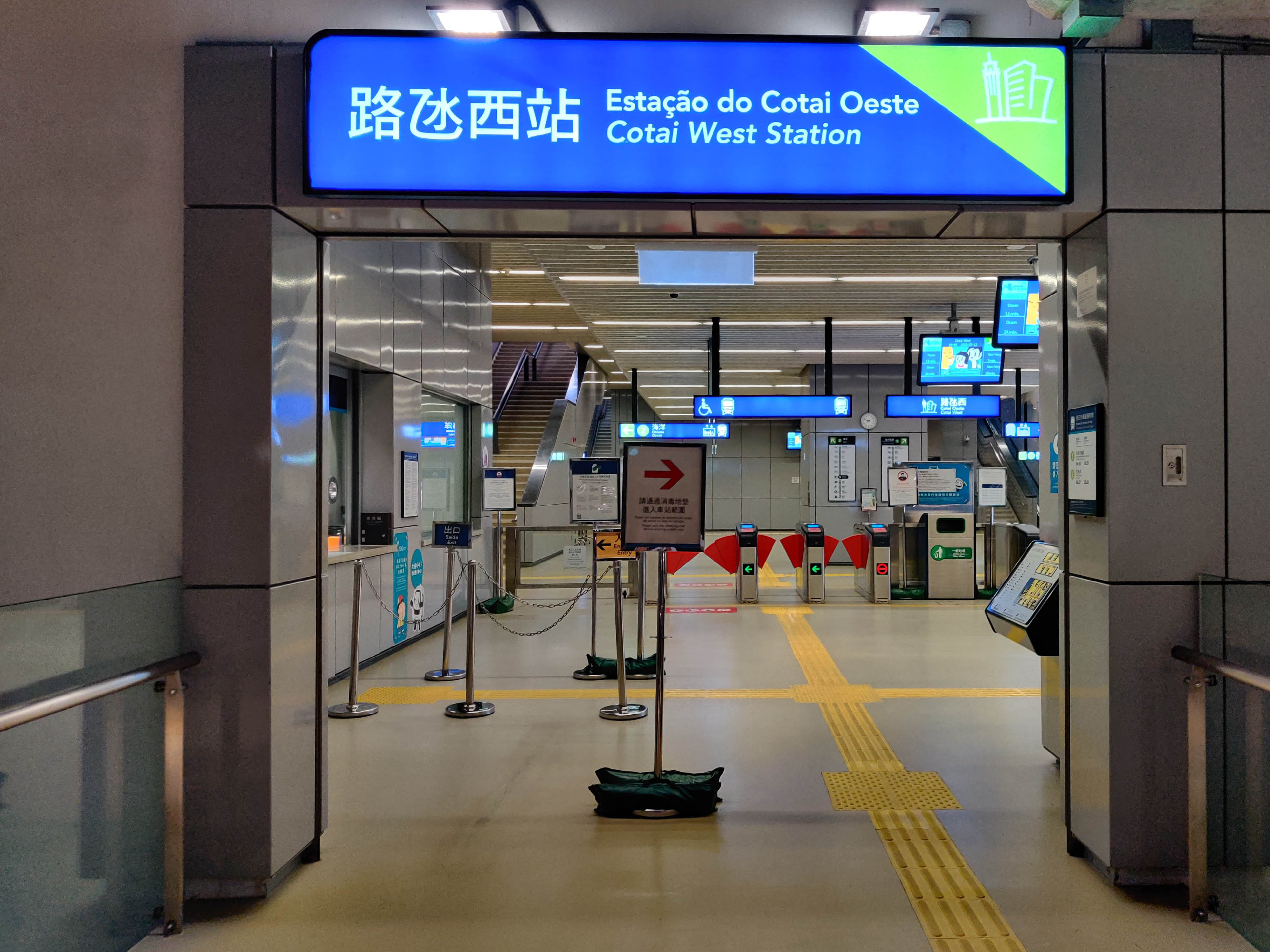
車站大堂入口

### 車站樓層
| 地上二層          | 月台   | \| 側式 · 開左邊车门 \| \| \| \| \| \| \| \| 氹仔線往氹仔碼頭（蓮花） \| 1 \| \| \| \| 2 \| 氹仔線往媽閣（排角） \| \| \| \| 側式 · 開左邊车门 \| \| \| \| \| |   |  |
| 地上一層          | 大堂   | 客務中心、自動售票機、洗手間 |   |  |
| 地面              | 出入口 | |   |  |
| 側式 · 開左邊车门 |        | |   |  |
|                   |        | 氹仔線往氹仔碼頭（蓮花） | 1 |  |
|                   | 2      | 氹仔線往媽閣（排角） |   |  |
| 側式 · 開左邊车门 |        | |   |  |

### 出入口
| 編號              | 指示方向 | 圖片 | 附近目的地                                                                                             |
| ----------------- | -------- | ---- | --- |
| A                 | 威尼斯人 |      | 威尼斯人度假村酒店 四季酒店 澳門巴黎人                                                                 |
| B                 | 澳門銀河 |      | 路氹城生態保護區 澳門銀河 澳門麗思卡爾頓酒店 澳門JW萬豪酒店 銀河國際會議中心 澳門安達仕酒店 銀河綜藝館 |
| 註： 設有 \| 設有 |          |      | |

## 車站周邊
半徑500米，由近至遠的公共設施及商業建築：
- 澳門威尼斯人度假村酒店
- 澳門銀河
- 澳門巴黎人
- 路氹生態保護區
- 澳門威尼斯人會議展覽中心
- 新濠影匯
- 澳門百利宮

## 接駁交通

### 巴士
T396 路氹西／金光會展（Cotai Oeste／Cotai Expo）
路線：51A、71S、72、701X
T397 路氹西／銀河（Cotai Oeste／Galaxy）
路線：51A、72

## 歷史
本站原稱路氹城西站（葡萄牙語：Estação Zona Oeste do Cotai）。
2011年12月14日，「C360-輕軌一期路氹城段建造工程」公開招標競投。承攬項目為氹仔排角路至路氹城東之間的一段輕軌路段建造高架行車天橋及四個車站。本項目最長施工期為1021天。施工地點包括興建本站。
2012年6月13日，輕軌一期「路氹城段建造工程」及「氹仔口岸段建造工程」舉行動土儀式，象徵輕軌一期氹仔段全線動工。
2016年11月中下旬，本站開展行人天橋施工。

## 工程相片

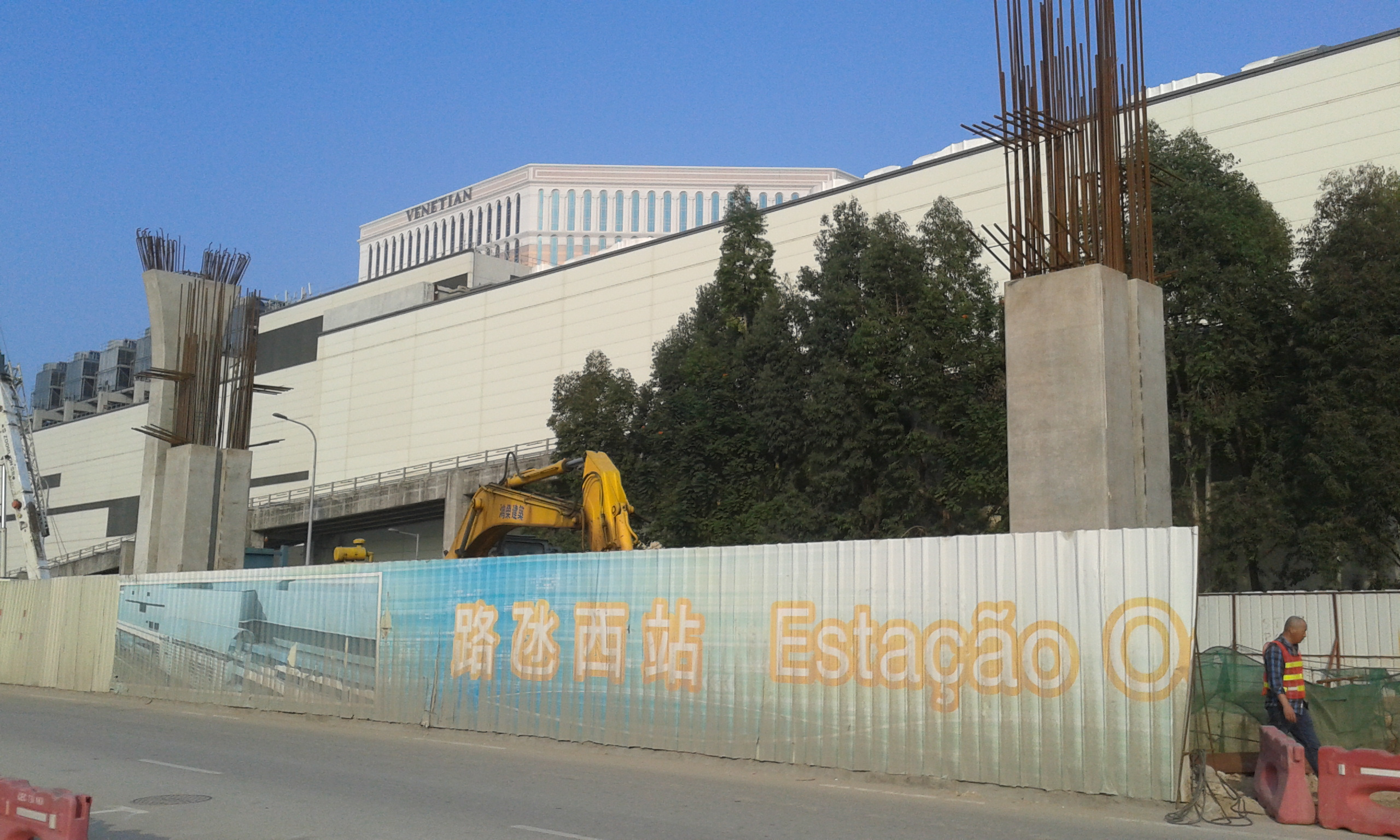
路氹西站 （2015年1月）
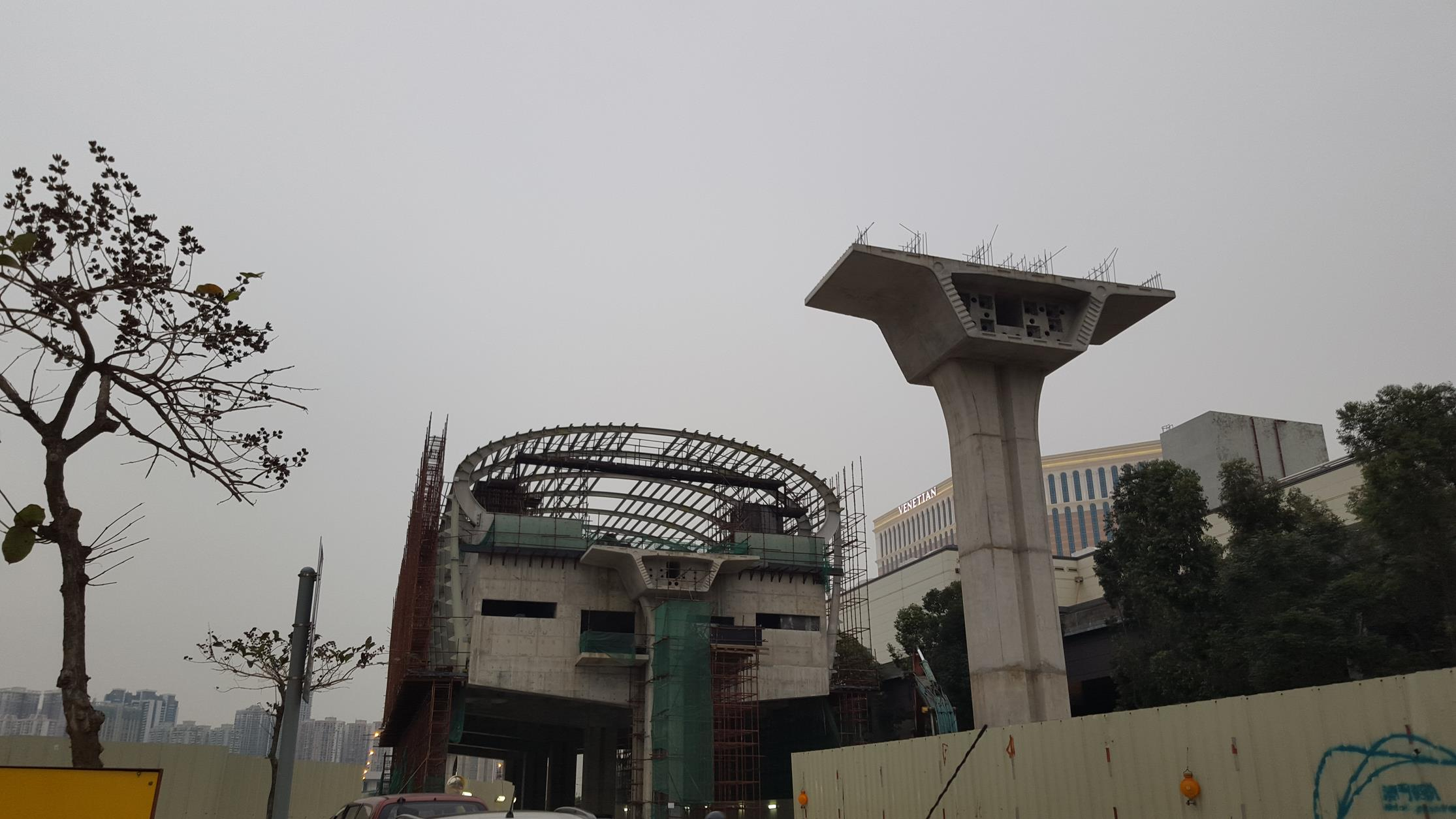
路氹西站 （2016年2月）

## 外部連結
- 澳門輕軌股份有限公司官方網站 （页面存档备份，存于）